# قودایکول
قودایکول (قزاقی: Құдайкөл) یک دریاچه در استان پاولودار کشور قزاقستان است.